# Manuel Balet Crous
Manuel Balet Crous (Barcelona 1893-1977) fou pilotari i dirigent esportiu d'entitats relacionades amb la pilota.
Va ser el primer president de la Federació Catalana de Pilota, càrrec que va ocupar durant vint anys, des de la seva fundació, el 1924, fins al 1944. I el segon president de la Federació Internacional de Pilota, que va presidir entre 1946 i 1954. Va començar a jugar a pilota de molt jove i als disset anys ja destacava en totes les modalitats, especialment la cesta punta i la mà per parelles, va començar la seva activitat al Principal Palace i després al Novetats i va assolir nombrosos campionats de Catalunya i d'Espanya. El 1914, va ingressar a la Real Sociedad de Sport Vasco de Barcelona, un dels primers clubs catalans de pilota basca que gestionava el Frontó Colon, i aviat es va convertir en un prometedor pilotari. Poc després de ser un dels fundadors de la Federació Catalana, també va formar part del grup que el novembre de 1924 va fundar el Club Vasconia, actualment el degà dels clubs catalans, del qual es va convertir en el president. Posteriorment es va convertir en propietari del Frontó Reina Elisenda, que va adquirir i remodelar perquè els seus fills, Manuel i Joaquim Balet, que van ser campions del món de cesta punta l'any 1952, poguessin compaginar els estudis amb l'entrenament. I més endavant en va construir un altre a la seva finca de Mollerussa, on va fundar el Club Novella Alta. Rebé la medalla de Forjadors de la Història Esportiva de Catalunya el 1989.